# Paul VI.

Paul VI. (offizielles Porträtfoto)

Paul VI. (lateinisch Paulus VI; bürgerlich Giovanni Battista Enrico Antonio Maria Montini; * 26. September 1897 in Concesio bei Brescia; † 6. August 1978 im päpstlichen Sommersitz Castel Gandolfo) war ein italienischer Priester und Bischof. Er war von 1963 bis 1978 der 262. Papst der römisch-katholischen Kirche und Oberhaupt des Staates der Vatikanstadt. Wegen seiner prägenden Rolle für den Verlauf des Zweiten Vatikanischen Konzils, seiner Beschlussfassung und der Umsetzung der Entscheidungen gilt er manchen als eigentlicher „Konzilspapst“. Wahrscheinlich hat keiner seiner Vorgänger jemals eine so umfassende kirchliche Gesetzgebung durchgesetzt, wenn auch die gesamte Neufassung des nachkonziliaren Gesetzbuches (Codex Iuris Canonici) erst 1983 publiziert wurde.
Papst Franziskus sprach Paul VI. am 19. Oktober 2014 selig und am 14. Oktober 2018 heilig. Sein Gedenktag in der Liturgie ist der 29. Mai.

## Leben bis zum Pontifikat

### Herkunft und Studium
Giovanni Battista (Giambattista) Montini entstammte lombardischem Landadel; er war der Sohn von Giuditta Montini, geborene Alghisi (1874–1943) und Giorgio Montini (1860–1943), Rechtsanwalt, Verleger der katholischen Tageszeitung Il Cittadino di Brescia sowie von 1919 bis 1926 (dem Verbot aller Parteien durch den Faschismus) Parlamentsabgeordneter der katholischen Italienischen Volkspartei (PPI).
Montini studierte von 1916 bis 1920 zunächst in Brescia und zwischendurch an der Gregoriana in Rom, wo er im Lombardischen Seminar lebte, Katholische Theologie. In seiner Studienzeit in Brescia war Giulio Bevilacqua sein theologischer Lehrer und wurde zu einem lebenslangen Freund. Am 29. Mai 1920 empfing er in Brescia die Priesterweihe. Im selben Jahr erlangte er in Mailand das Doktorat im Kirchenrecht. Anschließend studierte Montini in Rom an der Päpstlichen Diplomatenakademie und an der Päpstlichen Universität Gregoriana von 1920 bis 1923 ziviles und kanonisches Recht sowie Philosophie.

### Kirchlicher Werdegang
Seit 1922 arbeitete Montini im Staatssekretariat des Heiligen Stuhls, wo er, abgesehen von einer kurzen Tätigkeit an der Warschauer Nuntiatur, bis 1954 wirkte. Nebenamtlich war Montini von 1925 bis 1933 Generalassistent des katholischen Studentenverbandes Italiens (Federazione Universitaria Cattolica Italiana). Als solcher hatte er Auseinandersetzungen mit dem faschistischen Regime. Von 1937 an war Montini als Substitut ein enger Mitarbeiter von Staatssekretär Pacelli, dem späteren Pius XII., den er auf seinen Auslandsreisen begleitete. Während Montini sich nach dem Tod von Kardinalstaatssekretär Luigi Maglione 1944 als Substitut vorwiegend den innerkirchlichen Aufgaben widmete, beschäftigte sich sein Kollege Domenico Tardini mit den kirchenpolitischen Aufgaben. Dabei verkörperte Tardini eher die Tradition, während Montini für viele bereits „die Zukunft“ darstellte.
Als Pro-Staatssekretär unterstand ihm ab 1944 auch die Päpstliche Hilfskommission für Flüchtlinge, deren direkte Leitung zwar Ferdinando Baldelli innehatte, die aber von Montini angeregt und von Pius XII. gegründet wurde. „Sie sollte Katholiken zur Emigration verhelfen, unterstützte dabei aber auch viele Flüchtige, der Justiz zu entkommen. Aufgrund der Empfehlungen der Hilfskommission stellte das Rote Kreuz zahlreiche Reisedokumente aus, die eine Auswanderung möglich machten. Sie lauteten oftmals auf falsche Namen.“ Über die sogenannte Rattenlinien wurden die Flüchtlinge hauptsächlich nach Argentinien geschleust.

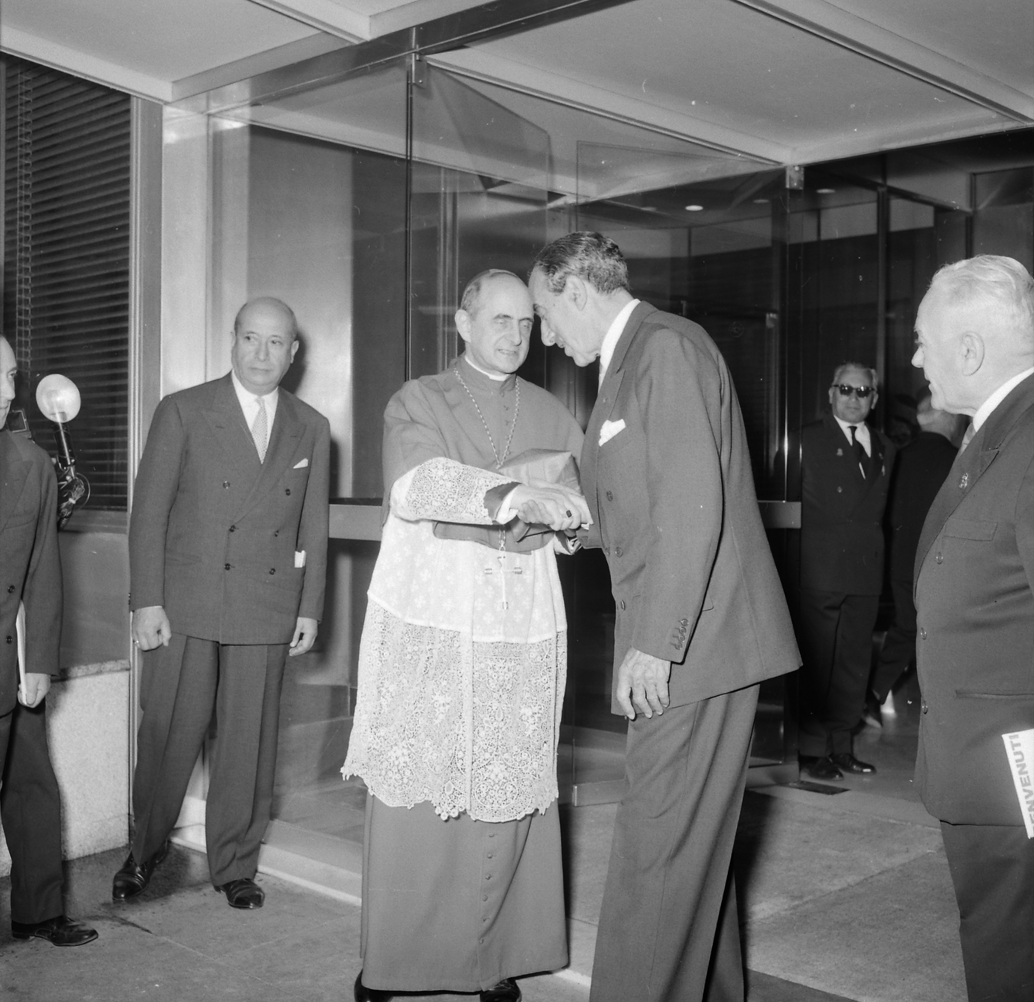
Kardinal Montini bei der Eröffnung des neuen Hauptsitzes der RAS Holding in Mailand. Foto von Paolo Monti, 1962.

Pius XII. hatte 1952 die Namen seiner beiden Mitarbeiter Montini und Tardini an die Spitze der neuen Kardinalsliste gesetzt und teilte dies im Januar 1953 den damals anwesenden Kardinälen im Konsistorium mit („Iam erant nomina in primis a Nobis scripta.“). Nachdem die beiden Kandidaten die Kardinalswürde abgelehnt hatten, ernannte sie der Papst 1952 zu Pro-Staatssekretären (ohne Bischofsrang und ohne Kardinalswürde). Montini, der im Namen des Papstes oft Reden geschrieben und gehalten hatte, schickte er zwei Jahre später, nach dem Tod Kardinal Alfredo Ildefonso Schusters, überraschend als Erzbischof nach Mailand. Der Anlass seiner Entfernung aus Rom könnten Differenzen mit Pius XII. gewesen sein. Nach anderer Meinung habe Pacelli seinem Mitarbeiter bewusst pastorale Erfahrungen mitgeben wollen. Die Bischofsweihe wurde Montini am 12. Dezember 1954 im Petersdom von Kardinal Eugène Tisserant unter Assistenz des Bischofs Giacinto Tredici von Brescia und des Mailänder Weihbischofs Domenico Bernareggi gespendet; der Papst, durch Krankheit verhindert dies selbst zu tun, beteiligte sich an der Feier mit einer Ansprache über Funk. Montini widmete sich nun mit aller Kraft der Großstadtseelsorge in der norditalienischen Metropole. Sein Hauptaugenmerk galt der Arbeiterwelt und dem Bau neuer Kirchen, wofür er sein Privatvermögen hergab.
Während des Pontifikats des bereits schwer kranken Pius XII. hatte Montini, wegen seiner Nähe zum linken Flügel der italienischen Partei Democrazia Cristiana (um Amintore Fanfani) als „sozial-liberal“ verdächtigt, starke Gegner in der römischen Kurie und ihrer Umgebung. So unterstützte er die damals als innovativ angesehene Laienorganisation Opus Dei auch gegen Aktivitäten führender, damals integralistisch orientierter Jesuiten.

### Wirken als Kardinal
Nach dem Tode von Papst Pius XII. wurde Montini als „papabile“ gehandelt, obwohl er nicht Kardinal war. Den Kardinalshut bekam er erst am 15. Dezember 1958 durch Johannes XXIII. und wurde damit als Kardinalpriester mit der Titelkirche Santi Silvestro e Martino ai Monti in das Kardinalskollegium aufgenommen. In dieser Zeit bereiste Montini 1960 Brasilien und die Vereinigten Staaten, 1962 besuchte er Ghana, den Sudan, Kenia, den Kongo, Rhodesien, Südafrika und Nigeria. Urlaube verbrachte der Kardinal mehrmals in der Benediktinerabtei Kloster Engelberg in der Schweiz.
Aufsehen erregte seine Ansprache vom 11. Februar 1961 vor katholischen Ordensfrauen in Rom, wonach „die Kirche Gottes der Hilfe der Ordensfrauen für eine apostolische Verpflichtung bedarf, welche näher ist dem seelsorgerischen Leben, näher dem Priestertum“. Die gerade den Ordensfrauen aufgegebene  Seelsorge sei „das Liebeswerk des Priesters“. Er rief sie auf, „die Diakonissen, die Priesterinnen (ministre) der Kirche Christi“ oder „die Mitarbeiterinnen am priesterlichen Amte des Herren“ zu werden.
Im Verlauf des Zweiten Vatikanischen Konzils, bei dem Montini Mitglied der Kommission für die außerordentlichen Aufgaben war, hielt er sich (im Bewusstsein der Risiken dieser Zusammenkunft) in der Öffentlichkeit und in der Konzilaula auffallend zurück und sprach nur zweimal zu den versammelten Bischöfen. Hinter den Kulissen entfaltete der Kardinal jedoch eine rege Überzeugungstätigkeit, was die programmatische Gestaltung des Konzils anging. Johannes XXIII., der seinen Mitarbeiter sehr schätzte, hatte absichtlich keine enge Richtung vorgegeben, damit dieses Konzil eine Eigendynamik entwickeln konnte. Diese Offenheit führte aber unter den Teilnehmern zu einer anfänglichen Richtungslosigkeit. Montini gelang es, diese kritische Phase zu überwinden. Von einigen Kardinälen wurde er dadurch bereits als möglicher Nachfolger des Papstes angesehen.

## Pontifikat

### Wahl zum Papst

Wappen als Papst

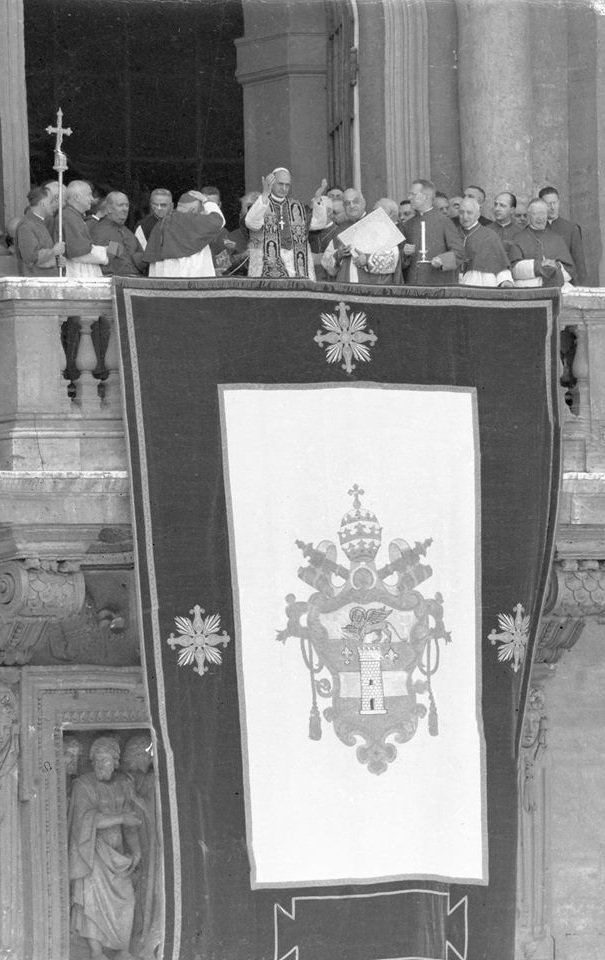
Papst Paul VI. erscheint nach seiner Wahl am 21. Juni 1963 auf der Benediktionsloggia der vatikanischen Petersbasilika

Nach dem Tod Johannes’ XXIII. am 3. Juni 1963 trat am 19. Juni das Kardinalskollegium zum Konklave zusammen. Schon im Vorfeld des Konklaves hatte Montini als Papabile gegolten. Bereits im fünften Wahlgang am 21. Juni wurde Montini zum Papst gewählt (mit 65 von 80 Stimmen, so Giulio Andreotti) und nahm den Papstnamen Paul VI. an. Sein Kontrahent im Konklave soll Kardinal Antoniutti gewesen sein. Die Krönungszeremonie fand am 30. Juni auf dem Petersplatz statt. 
Im Jahr 1964 legte Paul VI. die Tiara ab und führte sie nur noch in seinem Wappen. Er war der letzte Papst, der damit gekrönt wurde.

### Fortführung des Konzils

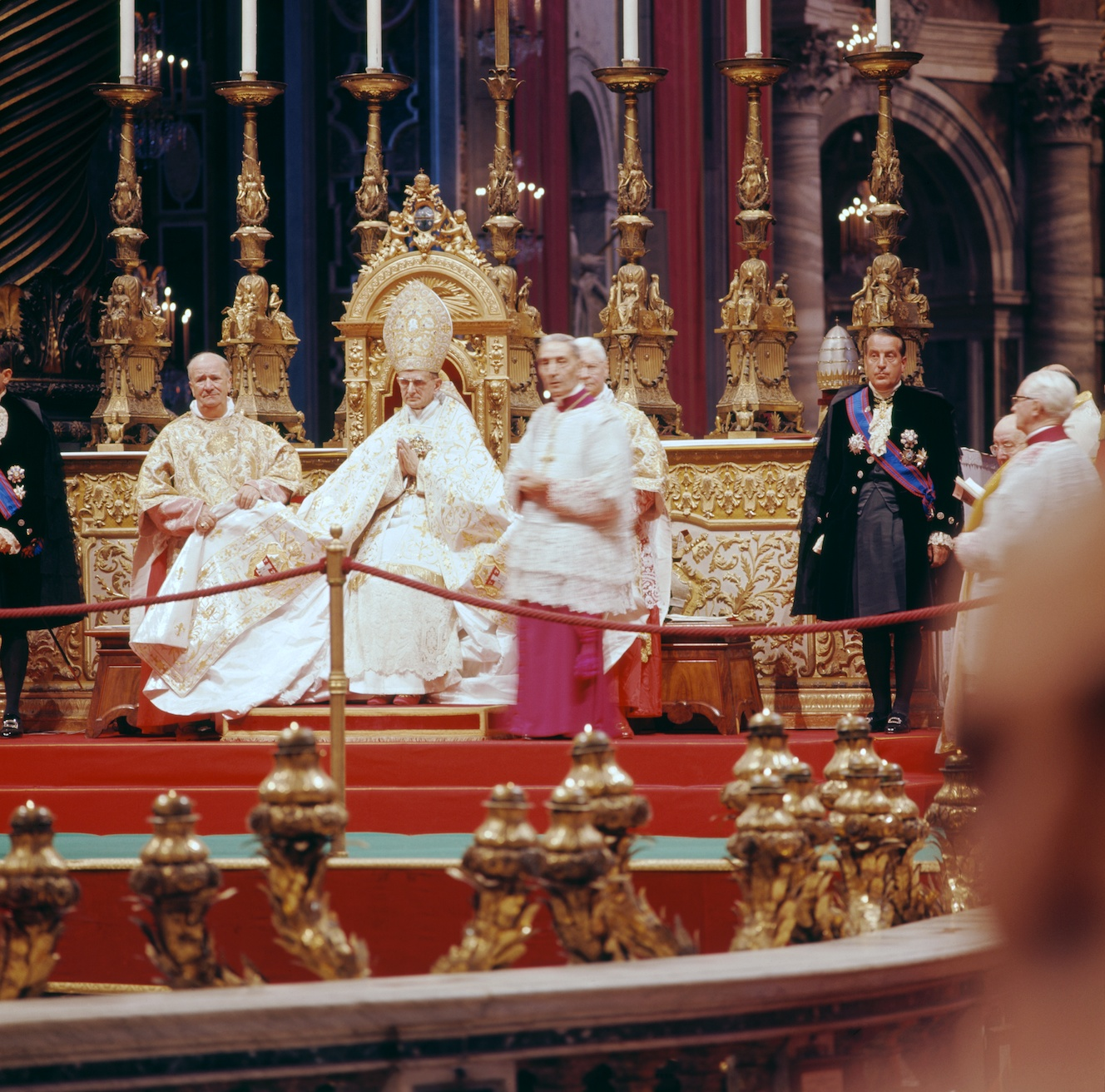
Paul VI. beim Zweiten Vatikanischen Konzil

Paul VI. führte das von seinem Vorgänger Johannes XXIII. begonnene Zweite Vatikanische Konzil zu Ende. Nur sechs Tage nach seiner Wahl und noch vor der Krönungszeremonie berief er am 27. Juni 1963 das durch den Tod seines Vorgängers unterbrochene Konzil wieder ein. Im Epilog Pauls VI. zum Zweiten Vatikanischen Konzil heißt es:

“Da questo centro cattolico romano nessuno è, in via di principio, irraggiungibile; in linea di principio tutti possono e debbono essere raggiunti. Per la Chiesa cattolica nessuno è estraneo, nessuno è escluso, nessuno è lontano. […] questo Nostro universale saluto rivolgiamo anche a voi, uomini che non Ci conoscete; uomini, che non Ci comprendete; uomini, che non Ci credete a voi utili, necessari, ed amici; e anche a voi, uomini, che, forse pensando di far bene, Ci avversate! Un saluto sincero, un saluto discreto, ma pieno di speranza; ed oggi, credetelo, pieno di stima e di amore.”

„Von diesem römisch-katholischen Zentrum aus ist grundsätzlich niemand unerreichbar; alle können und müssen erreicht werden. Für die katholische Kirche ist niemand fremd, ausgeschlossen oder fern. Diesen Unseren universellen Gruß richten Wir auch an euch Menschen, die ihr uns nicht kennt; nicht versteht, nicht als nützlich, notwendig oder als Freunde erachtet. Und auch euch, die ihr vielleicht im Geheimen daran denkt, etwas Gutes zu tun, wenn ihr euch uns entgegenstellt, sei heute ein aufrichtiger, unaufdringlicher Gruß dargebracht, voll Hoffnung, Hochachtung und Liebe.“

### Kirchliche Reformen
Paul VI. verwirklichte eine Reihe der von dem Zweiten Vatikanischen Konzil angestoßenen Maßnahmen, wie die Liturgiereform. Er setzte dabei einer durchgreifenden Demokratisierung der Kirche jedoch energischen Widerstand entgegen. Damit folgte er dem „petrinischen Prinzip“ seiner Vorgänger, begriff den Gehorsam gegenüber dem kirchlichen Lehramt also als Voraussetzung des Dialogs (Enzyklika Ecclesiam suam von 1964). Ferner reformierte der Papst 1965 das Heilige Offizium und schuf daraus die Kongregation für die Glaubenslehre.
Wegweisend für die Wertschätzung der afrikanischen Traditionen des Christseins und der afrikanischen Volksfrömmigkeit war sein Apostolisches Schreiben Africae terrarum (1967). Mit seiner Enzyklika Populorum progressio (1967) und dem Apostolischen Schreiben Octogesima adveniens (1971) leistete er einen wichtigen Beitrag zur Weiterentwicklung der katholischen Soziallehre. Am 30. Juni 1968 formulierte Paul VI. zum Abschluss der 1900-Jahr-Feier des Martyriums der heiligen Apostel Petrus und Paulus in Rom das Credo des Gottesvolkes.
Paul VI. verfügte viele Reformen, ohne davon Aufhebens zu machen. Zur Abschaffung der über 400 Jahre währenden Institution des Index der verbotenen Bücher genügte 1965 ein Nebensatz in der Anordnung zur Umgestaltung des Heiligen Offiziums. Im Oktober 1966 gründete Paul VI. zudem das Presseamt des Heiligen Stuhls. Die Apostolischen Schreiben Marialis cultus (1974) und Evangelii nuntiandi (1975, im Anschluss an die Bischofssynode) nahmen neueste theologische Entwicklungen auf.
Infolge der durch Paul VI. veranlassten Veränderungen, insbesondere der Liturgiereform im Anschluss an das Zweite Vatikanische Konzil, spalteten sich die Priesterbruderschaft Pius X. um den Erzbischof Marcel Lefebvre mit rund 120.000 Anhängern sowie verschiedene sedisvakantistische Kreise (mit je einigen Dutzend oder einigen hundert Anhängern) ab. Im Ganzen konnte erstmals nach einem Konzil der Neuzeit die Einheit der Kirche (mit heute etwa 1,3 Milliarden Katholiken) gewahrt werden.
1975 erneuerte Papst Paul VI. mit der am 1. Oktober veröffentlichten Apostolischen Konstitution Romano Pontifici Eligendo die Bestimmungen zur Papstwahl. Er legte fest, dass alle Kardinäle, die während des Eintritts einer Sedisvakanz ihr 80. Lebensjahr vollendet haben, nicht mehr wahlberechtigt seien. Zudem bekräftigte er, dass die Zahl der wahlberechtigten Kardinäle 120 nicht übersteigen solle.

### Vorgaben zur Empfängnisverhütung
Umstritten ist in der Öffentlichkeit bis heute die Enzyklika Humanae vitae: Über die rechte Ordnung der Weitergabe menschlichen Lebens von 1968, in der Paul VI. zwar einerseits die Berücksichtigung der empfängnisfreien Zeiten durch die Gatten für erlaubt ansah, andererseits den Gebrauch künstlicher empfängnisverhütender Mittel als „immer unerlaubt“ verwarf. Das Schreiben erhielt insofern besondere Aufmerksamkeit, als die Markteinführung der Antibabypille erst wenige Jahre zurücklag. Daher bekam der Papst von Gegnern der Enzyklika den spöttischen Beinamen „Pillen-Paul“.

### Einsatz für die Gleichberechtigung von Mann und Frau
Ebenso wie sein Vorgänger Johannes XXIII. setzte er sich entgegen der Haltung vieler Kleriker (im Vatikan) für die Gleichberechtigung der Frauen ein. Dabei galt sein Augenmerk auch der innerkirchlichen Gleichberechtigung. Er war davon überzeugt, dass die Kirche die Fähigkeiten der Frauen insbesondere in den Frauenorden nicht entsprechend Gottes Willen nutzt. Noch als Kardinal forderte er 1961 die katholischen Ordensfrauen auf, „Priesterinnen (ministre) der Kirche Christi“ zu werden (s. o. „Wirken als Kardinal“). Als Papst hielt er am 29. Oktober 1966 eine Ansprache vor dem Nationalkongress der italienischen Gesellschaft für Gynäkologie. Darin verteidigte er nicht nur seine umstrittene Lehre zur Empfängnisverhütung, sondern führte auch aus, dass „die Frau ... alle kulturellen und sozialen Funktionen übernehmen kann“, weil sie „das für jede Bildung empfänglichste Geschöpf sei“.

### Auslandsreisen als Papst
In dieser Form eine Neuheit waren die Auslands- und Pilgerreisen Pauls VI. Als der Papst am 4. Dezember 1963, zum Schluss der zweiten Sitzungsperiode des Zweiten Vatikanischen Konzils, den darauf nicht vorbereiteten Konzilsvätern ankündigte, er werde vom 4. bis 6. Januar 1964 eine Reise ins Heilige Land unternehmen, kam dies überraschend, da seit 150 Jahren keiner seiner Vorgänger mehr (und um 1814 zuletzt Pius VII. nur unter dem Zwang Napoléon Bonapartes) italienischen Boden verlassen hatte. Es sollte die erste Pilgerfahrt sein, die je ein Papst ins Heilige Land unternahm, noch dazu in einer Zeit, als dieses Territorium politisch umstritten und gefährlich war. Zudem schien es dem Protokoll eine schwer lösbare Aufgabe, die Vorbereitung in nur vier Wochen zu bewältigen. Die Reise, die zu den Heiligen Stätten in Israel und Jordanien führte, fand weltweite Beachtung. In Jerusalem traf Paul VI. mit Patriarch Athinagoras von Konstantinopel zusammen. Das war die erste Begegnung der Oberhäupter von Ost- und Westkirche seit dem Treffen von Papst Eugen IV. mit Patriarch Joseph II. auf dem Konzil von Ferrara 1438/39, und sie führte 1965 zur Aufhebung der gegenseitigen Exkommunikationen zwischen den Patriarchaten von Konstantinopel und Rom aus dem Morgenländischen Schisma von 1054. Mit der Reise hatte die katholische Kirche überdies faktisch den Staat Israel anerkannt.
Es war der Auftakt für viele Auslandsreisen des Papstes und seiner Nachfolger. Im Jahre 1964 kam Paul VI. noch nach Indien und sprach am 4. Oktober 1965 vor der UNO-Vollversammlung in New York. Der Friedensappell des Papstes dort gehört zu seinen meistbeachteten politischen Reden. Weitere Reisen führten ihn 1967 nach Fátima und Istanbul (mit Selcuk und Ephesus) sowie 1968 nach Kolumbien zur Eröffnung der 2. Generalversammlung des lateinamerikanischen Episkopates. Am 10. Juni 1969 war Paul VI. in Genf. Er sprach vor der internationalen Arbeitsorganisation ILO anlässlich ihres 50-jährigen Bestehens und vor dem Ökumenischen Rat der Kirchen (Notre nom est Pierre.). Vom 31. Juli bis zum 2. August 1969 kam Paul VI. nach Uganda; es war dies nicht Montinis erster Afrikabesuch, aber der erste eines Papstes. 1970 kam er unter anderem auf die Philippinen und nach Australien. Am 27. November 1970, dem zweiten Tag seiner letzten Auslandsreise durch Asien und Ozeanien, entging Paul VI. in der philippinischen Hauptstadt Manila nur knapp dem Messerattentat des vermutlich geistesgestörten bolivianischen Kunstmalers Benjamín Mendoza y Amor Flores, der sich als Priester verkleidet hatte. Der Papst wurde dabei vom späteren US-amerikanischen Erzbischof Paul Marcinkus und seinem Privatsekretär Pasquale Macchi vor Schlimmerem bewahrt. Der Attentäter wurde später zu einer Gefängnisstrafe verurteilt.

### Dialog und Diplomatie

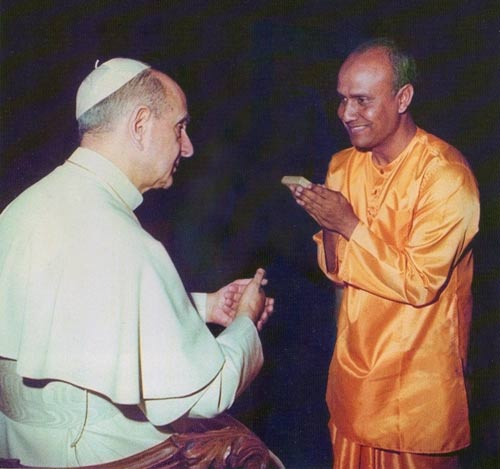
Paul VI. mit Sri Chinmoy (1970er-Jahre)

In ökumenischer Hinsicht entwickelte Paul VI. neben dem Dialog mit der Orthodoxie auch den Dialog mit der Altkatholischen Kirche weiter, die bereits Konzilsbeobachter entsandt hatte. Während frühere Päpste ab 1723 die Wahlanzeigen eines altkatholischen Erzbischofs von Utrecht regelmäßig mit einer Bannbulle quittierten, verfasste Montini 1969 erstmals an den designierten altkatholischen Erzbischof Marinus Kok einen persönlichen Glückwunschbrief. Im Laufe seines Pontifikats wurde mehrfach versucht, für die Altkatholiken eine, das Ostkirchendekret fast wortwörtlich übernehmende, Regelung zu schaffen. Dieses vom Konzil beschlossene Dekret über die katholischen Ostkirchen Orientalium Ecclesiarum ermöglicht unter Nr. 27 und 28 die beschränkte Eucharistiegemeinschaft zwischen der katholischen Kirche und den orthodoxen Kirchen.
In das Pontifikat Pauls VI. fällt auch eine diplomatische Öffnung den kommunistischen Teilen der Erde gegenüber. Diese wurde innerhalb der Kirche kontrovers aufgenommen. Unter Federführung des Bischofs von Segni, Luigi Carli, unterzeichneten im Herbst 1965 450 Bischöfe eine Bittschrift an Papst Paul, in der eine neue Verurteilung des Kommunismus gewünscht wurde. Bereits am Rande der UNO-Vollversammlung 1965 hatte es ein erstes informelles Gespräch mit dem sowjetischen Außenminister Andrei Andrejewitsch Gromyko gegeben. Im folgenden Jahr ersuchte Gromyko offiziell um eine Zusammenkunft mit dem Papst, zu der es am 27. April 1966 in der Vatikanstadt kam. Neben Gesprächen über die weltpolitische Gesamtlage forderte Paul VI. bei diesem Treffen vor allem Religionsfreiheit in den Staaten des Ostblocks. In den folgenden Jahren gab es mehrere Treffen zwischen Diplomaten des Heiligen Stuhles, an erster Stelle Agostino Casaroli, und der Sowjetunion in Moskau und im Vatikan. Damit entfernte sich Paul VI. von der strikt antikommunistischen Haltung seit Pius XII., wonach Kontakte mit kommunistischen Staaten weitgehend abgelehnt wurden. Ziel des Papstes war es, durch die vorsichtige Annäherung den schweren Stand der katholischen Kirche im Ostblock zu mildern. Am 1. Januar 1968 führte Paul VI. für diesen Tag für die Weltkirche den Weltfriedenstag ein.

### Letzte Monate und Tod

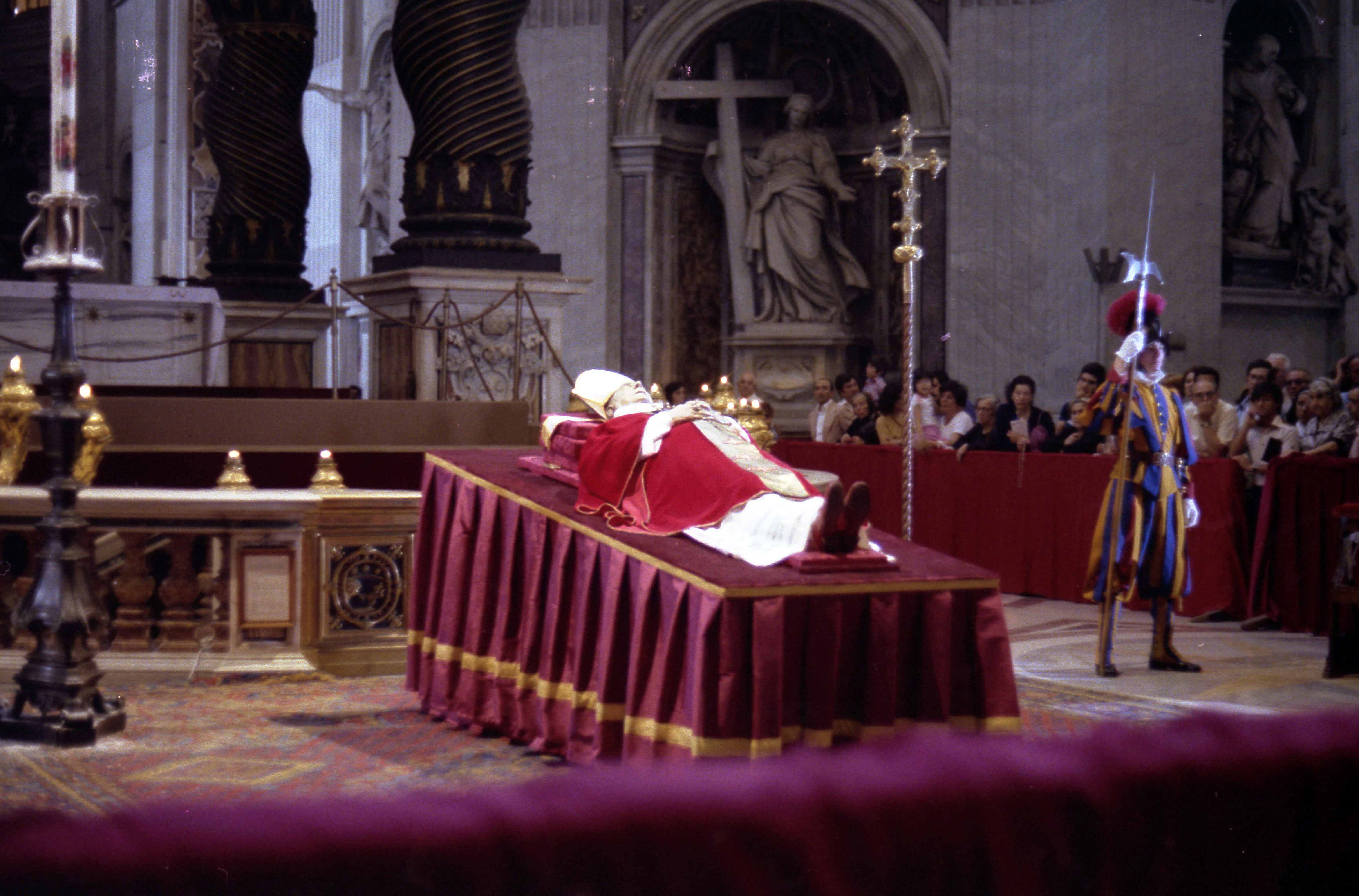
Aufbahrung im Petersdom (August 1978)

Am 16. März 1978 wurde der christdemokratische Politiker Aldo Moro von den Roten Brigaden entführt. Moro und Montini waren seit Moros Studienzeit befreundet; er war ab 1939 in der Leitung des katholischen Studentenverbandes FUCI aktiv, dessen geistlicher Leiter der spätere Papst von 1925 bis 1933 war. Paul VI. setzte sich persönlich für die Freilassung Aldo Moros ein, indem er sich mit einem handschriftlichen Brief an die Entführer wandte. Doch trotz dieser Bemühungen wurde der Politiker schließlich ermordet; Montini selbst hielt später die Trauermesse im Rahmen des Staatsaktes für Moro.
Am 14. Juli 1978 brach Paul VI. zur päpstlichen Sommerresidenz nach Castel Gandolfo auf. Obwohl gesundheitlich angeschlagen, traf er sich dort mit dem neuen italienischen Staatspräsidenten Sandro Pertini. Am gleichen Abend hatte der Papst Atemprobleme und benötigte die Gabe von Sauerstoff. Am folgenden Tag (Samstag) war Paul VI. erschöpft, wollte aber trotzdem den Angelus beten. Er war dazu jedoch nicht in der Lage und blieb stattdessen im Bett. Von dort aus nahm er an der abendlichen Messe teil. Nach der Kommunion erlitt der Papst einen schweren Herzinfarkt, an dessen Folgen er am 6. August 1978 gegen 21:40 Uhr starb. Paul VI. wurde in den vatikanischen Grotten bestattet, seinem Wunsch entsprechend in einem Erdgrab.

## Enzykliken
Die fünf großen Enzykliken stehen allesamt thematisch im Zusammenhang mit dem Zweiten Vatikanischen Konzil und verdeutlichen aktuelle Aspekte der Glaubens- und Sittenlehre mit größerer Ausführlichkeit als in den Konzilsdokumenten möglich war. In der Folgezeit veröffentlichte der Papst weitere Apostolische Schreiben, insbesondere Octogesima adveniens zur katholischen Soziallehre (1971) sowie Gaudete in Domino und Evangelii nuntiandi im Heiligen Jahr 1975.
- Ecclesiam suam (6. August 1964) über den Weg der Kirche in der heutigen Zeit
- Mense Maio (29. April 1965) über die Marienverehrung im Monat Mai
- Mysterium fidei (3. September 1965) über die Eucharistie als Mitte der Kirche
- Christi matri rosarii (15. September 1966) über das Rosenkranzgebet als Mittel zum Frieden
- Populorum progressio (26. März 1967) über den gerechten Fortschritt der Völker
- Sacerdotalis caelibatus (24. Juni 1967) über die Ehelosigkeit der Priester
- Humanae vitae (25. Juli 1968) über die Weitergabe des menschlichen Lebens

## Kunstaufträge
Papst Paul VI. zeigte eine außergewöhnliche Offenheit für die zeitgenössische Kultur, vor allem für die Bildende Kunst. Schon in Mailand verkehrte Montini gerne mit Intellektuellen, Künstlern und Schriftstellern. Mit den von ihm gesammelten Werken moderner religiöser Kunst errichtete Paul VI. eine eigene Abteilung in den Vatikanischen Museen, die er 1973 als Sammlung Moderner Religiöser Kunst eröffnete. Die Museumsabteilung umfasst etwa 800 Werke von etwa 250 internationalen Künstlern. Weitere Werke gelangten 1977 in die Sammlung, und zwar als Schenkungen zeitgenössischer Künstler anlässlich seines 80. Geburtstages am 26. September 1977.
Seit dem Zweiten Vatikanischen Konzil beauftragte Paul VI. mehrere zeitgenössische Künstler und Architekten, 1964–1977 entstanden somit neue Werke im Vatikan. „Zu diesen […] zählen vier päpstliche Grabdenkmäler und vier Bronzeportale für die Petersbasilika, der päpstliche Kreuzstab, die Vatikanische Audienzhalle mit Synodensaal und die päpstliche Privatkapelle im Apostolischen Palast.“ Die bronzene Ferula von 1963 schuf Lello Scorzelli.
Von 1964 bis 1971 ließ der Papst die große Vatikanische Audienzhalle durch Pier Luigi Nervi (1891–1979) errichten. Diese wird gewöhnlich nach ihrer Funktion („Aula delle Udienze Pontificie“), ihrem Architekten („Sala Nervi“) oder heute offiziell nach ihrem Bauherrn („Aula Paolo VI“) benannt.

## Sonstiges
Papst Paul VI. erhob mit Albino Luciani (Ernennung 1973), Karol Wojtyła (Ernennung 1967) und Joseph Ratzinger (Ernennung 1977) jene drei Bischöfe zu Kardinälen, die später seine Nachfolger werden sollten. Montini selbst (wie jeweils seine acht direkten Vorgänger, darunter alle bisherigen Päpste im 20. Jahrhundert) war von seinem unmittelbaren Vorgänger zum Kardinal ernannt worden (siehe Liste der Kardinalskreierungen).

## Nachwirkung
Die Papstforschung urteilte über Paul VI., er sei zu Lebzeiten von vielen verkannt und angefeindet worden, obwohl er es sich nicht leicht gemacht habe. Im Rückblick wird vielerorts anerkannt, dass Montini manche seiner Vorgänger an Reformeifer übertroffen hat. Er bahnte hiermit den Weg für seine Nachfolger. Der mit dem Papst befreundete französische Philosoph Jean Guitton gelangte früh zu der Einschätzung, die Leistung des Pontifikats werde von der Nachwelt noch entdeckt werden.
Die Fortführung und den Abschluss des Zweiten Vatikanischen Konzils (1962–1965) benannte Montini bereits drei Tage vor Amtseinführung und Krönung (30. Juni 1963) als die zentrale Aufgabe seines Pontifikats. Als konzil-interpretierender „Gesetzgeber“ war Paul VI. der „eigentliche Konzilspapst“, „nicht nur, weil er sämtliche Beschlüsse des Zweiten Vatikanischen Konzils in Kraft setzte, sondern auch, weil seine gesamte Amtszeit von der ungeheuren Aufgabe geprägt war, das Konzil ins Leben der Kirche zu überführen. Entsprechend groß ist die Bedeutung des Montini-Pontifikates für alle Fragen der Rezeption und Hermeneutik des Zweiten Vatikanischen Konzils“.
Das Istituto Paolo VI in seinem Heimatort Concesio bei Brescia erforscht sein Pontifikat. Es verleiht seit 1983 den Internationalen Preis Paul VI. Zusammen mit der École francaise de Rome gab das Institut 1984 ein umfassendes Werk über ihn heraus: Paul VI et la modernité dans l’Église.

## Selig- und Heiligsprechung

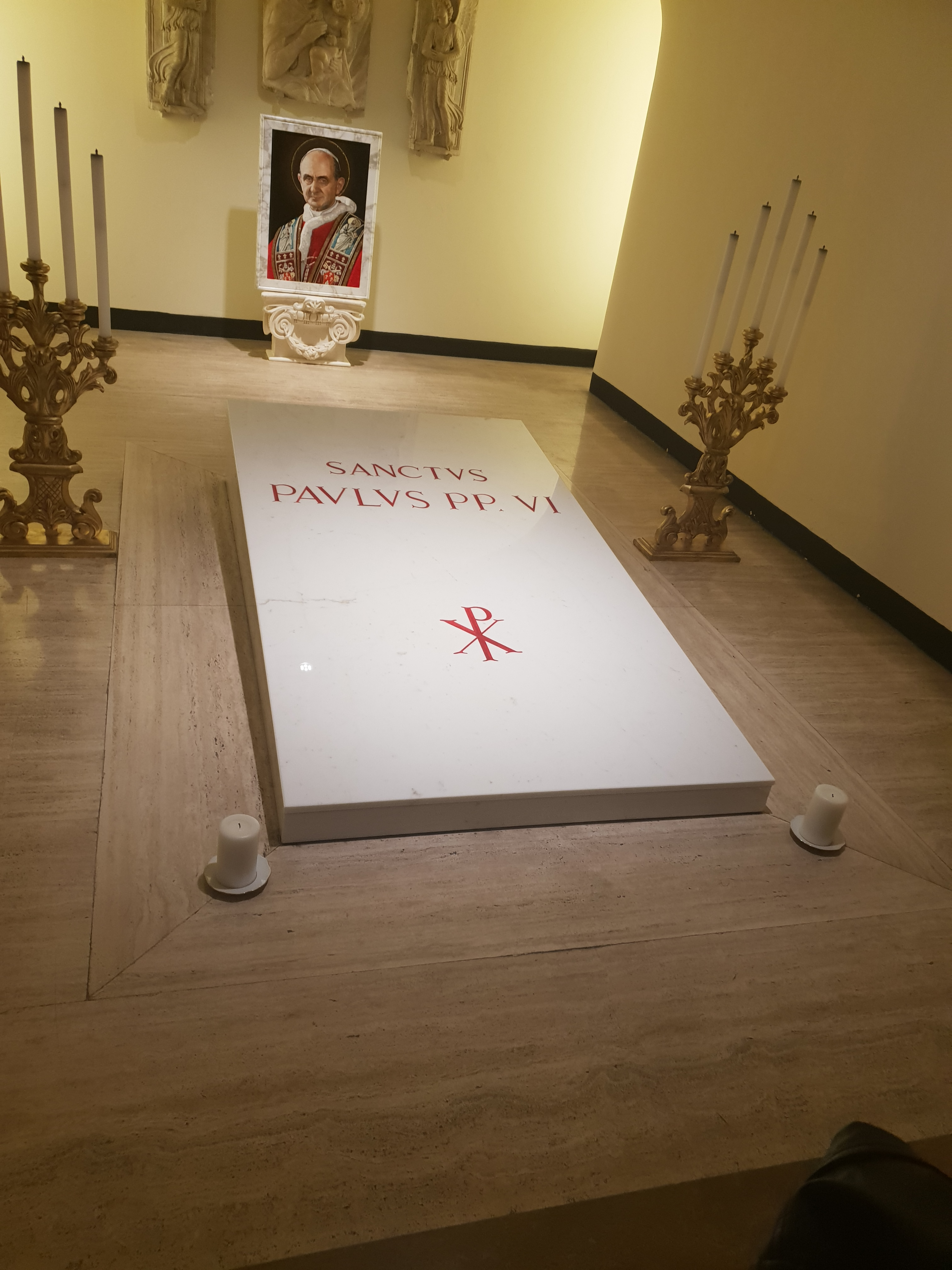
Grablege Pauls VI. in den vatikanischen Grotten der Petersbasilika

Johannes Paul II. eröffnete am 11. Mai 1993 das Seligsprechungsverfahren Pauls VI. Im Dezember 2012 stellte Papst Benedikt XVI. den heroischen Tugendgrad fest und erhob Montini zum ehrwürdigen Diener Gottes. Im Dezember 2013 bestätigte der Heilige Stuhl die Anerkennung einer medizinisch nicht erklärbaren Heilung auf Fürsprache Pauls VI. Mitte Februar 2014 erkannte die Kongregation für die Selig- und Heiligsprechungsprozesse die Heilung eines ungeborenen Kindes als Wunder an. Paul VI. wurde am 19. Oktober 2014 seliggesprochen.
Am 6. März 2018 erkannte Papst Franziskus ein für die Heiligsprechung notwendiges Wunder an. Die Heiligsprechung Pauls VI. fand am 14. Oktober 2018 statt.
Als liturgischer Gedenktag wurde zunächst der 26. September, der Geburtstag Pauls VI., festgesetzt.  Mit Dekret der Kongregation für den Gottesdienst und die Sakramentenordnung vom 25. Januar 2019 verfügte Papst Franziskus die Aufnahme des nichtgebotenen Gedenktags für den 29. Mai in den Römischen Generalkalender. Damit wird seit 2019 der Gedenktag Pauls VI. am Jahrestag seiner Priesterweihe begangen.

## Ehrungen (Auswahl)
- 1953: Großkreuz des Verdienstordens der Bundesrepublik Deutschland